# Electric Six
 (juillet 2020).
Si vous disposez d'ouvrages ou d'articles de référence ou si vous connaissez des sites web de qualité traitant du thème abordé ici, merci de compléter l'article en donnant les références utiles à sa vérifiabilité et en les liant à la section « Notes et références ».
Electric Six est un groupe mêlant rock, garage, disco, punk, new wave et heavy metal originaire de Détroit (États-Unis). 

## Histoire du groupe

### Formation et débuts
Le groupe est formé en 1996, et s'appelle initialement The Wildbunch. Il change de nom pour Electric Six, probablement à cause d'un conflit avec une collection trip hop de Détroit ayant le même nom. Durant la deuxième moitié des années 1990, ils jouent régulièrement aux Old Miami et Gold Dollar à Détroit, au cœur d'une scène musicale dont sortent entre autres The White Stripes.
La composition originale du groupe est Dick Valentine (chant), Rock and Roll Indian (guitare), Surge Joebot (guitare), Disco (guitare basse), et M (batterie).
Le groupe se sépare temporairement à la fin des années 1990, ses membres se lançant dans des projets différents, et se reforme en 2001 pour enregistrer Danger! High Voltage.

### Le succès
La sortie en 2001 du single Danger! High Voltage est un succès underground, particulièrement au Royaume-Uni. Ils sortent en 2003 l'album Fire qui marque véritablement la réussite du groupe : le single Danger! High Voltage est n°2 du classement des singles au Royaume-Uni. Le second single, Gay Bar, qui sort en 2003, se place lui n°5 dans ce même classement.
L'album Fire est cité dans plusieurs classements Best of 2003 et entre également dans le Top 10 des albums au Royaume-Uni. Dance Commander, un autre single extrait de cet album devient leur troisième titre classé au Top 40 des singles au Royaume-Uni.

### Mouvements au sein du groupe
Trois membres du groupe quittent la formation en juin 2001 après l'enregistrement de Fire : il reste donc Dick Valentine, Tait Nucleus?, et M. À la suite de cela, The Colonel, John R. Dequindre et Frank Lloyd Bonaventure rejoignent la formation, ayant déjà collaboré quelques fois avec Electric Six.
Frank Lloyd Bonaventure quitte le groupe, remplacé par Johnny Na$hinal tandis que John R. Dequindre devient le bassiste.[Quand ?]
Plus tard[Quand ?] c'est le bassiste Dequindre qui quitte le groupe pour jouer uniquement avec son autre formation, Alex Winston mené par la chanteuse éponyme. Ce changement est dû à des raisons d'emploi du temps et non plus à des disputes avec les autres membres. Le nouveau bassiste est Smorgasbord.

### Señor Smoke
L'album sort le 14 février 2005 au Royaume-Uni. Le groupe change de label pour Metropolis Records et l'album sort le 7 février 2006 en Amérique du Nord.
Le premier single extrait de cet album fait controverse, surtout chez les fans de Queen. Il s'agit d'une reprise du morceau Radio Ga Ga. Le clip montre en effet Dick Valentine en fantôme de Freddie Mercury (le leader de Queen décédé en 1991), chantant dans un groupe composé de caniches.
Roger Taylor, le batteur de Queen et compositeur de la chanson, se dit « peu impressionné » par le clip, tandis que Brian May déclare avoir apprécié celui-ci.

### Activités récentes et nouvel album
En novembre 2004, M., le batteur, quitte le groupe, laissant Dick Valentine comme seul membre originel de la formation. Le nouveau batteur, Percussion World, devient membre permanent du groupe après avoir collaboré à plusieurs reprises avec eux.
En novembre 2005, Electric Six termine l'enregistrement de leur troisième album : Switzerland. Ils ont l'intention de faire un clip pour chaque morceau de l'album, « beaucoup d'entre eux à petit budget ».

## Style et influences
Leur son est décrit comme une synthèse de disco, pop, glam rock et arena rock, du fait des intonations disco, des riffs de guitare et du rythme de la batterie très influencé par le disco lui aussi. Les membres du groupe rejettent quant à eux les classifications « disco-metal » et « disco punk ».
Les critiques décrivent les paroles de leurs chansons comme « détachées, ironiques et lascives ». Leurs chansons parlent souvent de sujets comme la guerre nucléaire (Nuclear War), le comportement sexuel humain, la danse et le feu (fire, en anglais). Leur premier album a d'ailleurs été nommé Fire parce que les membres du groupe se sont rendu compte que le mot revenait régulièrement dans leurs paroles. Dick Valentine cite comme influences Talking Heads et Captain Beefheart. Le groupe cite dans son ensemble Black Sabbath et Kiss.

## Discographie

### Albums Studio
- Fire (2003)
- Señor Smoke (en) (2005)
- Switzerland (2006)
- I Shall Exterminate Everything Around Me That Restricts Me From Being the Master (2007)
- Flashy (2008)
- Kill (2009)
- Zodiac (2010)
- Heartbeats and Brainwaves (2011)
- Mustang (2013)
- Human zoo (2014)
- Bitch, Don't Let Me Die! (2015)
- Mimicry & Memories (2015)
- Fresh Blood for Tired Vampyres (2016)
- You're Welcome! (2017)
- How Dare You? (2017)
- Bride of the Devil (2018)
- A Very Electric SiXmas (2018)
- Streets of Gold (2021)
- Turquoise (2023)

### Album Live
- Absolute pleasure (2012)